# Alchemilla petraea
Alchemilla petraea é uma espécie de rosácea do gênero Alchemilla, pertencente à família Rosaceae.